# Los buitres bondadosos
Los buitres bondadosos es un relato corto escrito por Isaac Asimov. Apareció por primera vez en el número de diciembre de 1957 de Super-Science Fiction y fue reimpresa en antologías como Nueve futuros (1959) o Cuentos completos I.
Escrita en pleno contexto de la guerra fría, el autor expresa, una crítica hacia la carrera armamentística nuclear, la naturaleza humana y la forma en que nos comportamos ante una guerra y luego de su finalización.

## Sinopsis
En una galaxia donde las civilizaciones técnicamente avanzadas surgen por miles. Los hurrianos se percatan que todas las civilizaciones construidas por grandes primates, indefectiblemente, por su naturaleza belicosa, terminan en una aniquilación total en cuanto alcanzan el desarrollo de la bomba nuclear. 
Los hurrianos, quienes son de naturaleza altruista y tendientes a la cooperación, en su afán por colaborar, ayudan a los pocos sobrevivientes de estas hecatombes a su recuperación a cambio de módicos tributos o contraprestaciones. También intervienen un su genética para volverlos menos belicosos. Y de esta manera evitar que la naturaleza violenta de estos grandes primates se expanda por la galaxia. Lo que considerarían como una catástrofe.
Los hurrianos descubren que la civilización que se encuentran en el planeta tierra alcanzan el desarrollo de la bomba nuclear, por lo que instalan en el lado oculto de la Luna una base para accionar inmediatamente, con cuadrillas de descontaminación, una vez termine la inminente aniquilación nuclear. Ocurre, sin embargo, que se percatan que los terrícolas luego del cese de la última guerra entran en un estado de equilibrio de poderes entre dos potencias donde ninguna de las dos se atreve a atacar primero.
El relato comienza cuando Lo hurrianos llevan ya 15 años apostados en su base sin los resultados esperados y tienen que tomar la decisión de dar un “empujón” para desatar la guerra nuclear en el planeta tierra.